# Кот де Корп
Кот де Корп (фр. Côtes-de-Corps) насеље је и општина у источној Француској у региону Рона-Алпи, у департману Изер која припада префектури Гренобл.
По подацима из 2011. године у општини је живело 65 становника, а густина насељености је износила 6,5 становника/km². Општина се простире на површини од 10 km². Налази се на средњој надморској висини од 930 метара (максималној 2.015 m, а минималној 680 m).

## Демографија
| 1962. | 1968. | 1975. | 1982. | 1990. | 1999. | 2011. |
| ----- | ----- | ----- | ----- | ----- | ----- | ----- |
| 119   | 87    | 77    | 84    | 50    | 44    | 65    |

График промене броја становника у току последњих година